# Louis XIV, Roi Soleil
Pour les articles homonymes, voir Louis XIV (homonymie).
Pour plus de détails, voir Fiche technique et Distribution.
Louis XIV, Roi Soleil est un film muet français réalisé par Georges Denola, sorti en 1908.

## Fiche technique
- Titre : Louis XIV, Roi Soleil
- Réalisation : Georges Denola
- Scénario :
- Photographie :
- Montage :
- Société de production : Pathé frères
- Société de distribution : Pathé frères
- Pays d'origine :  France
- Langue : film muet avec les intertitres en français
- Métrage :
- Format : Noir et blanc — 35 mm — 1,33:1 — Muet
- Genre : Film dramatique,  Film biographique,  Film historique
- Durée :
- Dates de sortie :
- France : 1908

## Distribution
- Jacques Grétillat